# Bezerros (ort)
Bezerros är en ort i Brasilien.   Den ligger i kommunen Bezerros och delstaten Pernambuco, i den östra delen av landet, 1 600 kilometer nordost om huvudstaden Brasília. Bezerros ligger 501 meter över havet och antalet invånare är 51 436.
Terrängen runt Bezerros är huvudsakligen kuperad, men åt sydväst är den platt. Bezerros är det största samhället i trakten.
Omgivningarna runt Bezerros är huvudsakligen savann. Runt Bezerros är det ganska tätbefolkat, med 86 invånare per kvadratkilometer.